# Bohumil Vaverka
Bohumil Vaverka (též Bohumil Váverka, 23. října 1914 Milokošť – 5. října 1945 Hartley Wintney) byl český palubní radiotelegrafista a střelec 311. československé bombardovací perutě RAF.

## Život

### Před druhou světovou válkou
Bohumil Vaverka se narodil 23. října 1914 v Milokošti u Veselí nad Moravou v rodině Kateřiny a Matěje Vaverkových. Vychodil tři ročníky měšťanské školy a dva ročníky pokračovací odborné školy. V rámci prezenční vojenské služby u telegrafního praporu v Brně absolvoval poddůstojnickou školu. Pracoval jako typograf.

### Druhá světová válka
Po německé okupaci opustil Bohumil Vaverka 25. prosince 1939 Protektorát Čechy a Morava a přes Balkánský poloostrov a Blízký Východ se dostal do Francie, kde 4. března 1940 v Marseille vstoupil do Československé armády v zahraničí. Po pádu Francie v červnu 1940 se evakuoval do Spojeného království. Zde 21. září 1940 vstoupil do Royal Air Force a byl vycvičen pro funkci palubního radiotelegrafistu a střelce. Výcvik ukoknčil 19. července 1941, kdy byl zařazen k 311. československé bombardovací peruti. Jako její příslušník následně absolvoval nálety na nacistické Německo a okupovanou Evropu. Dne 23. ledna 1942 byl přeřazen k 138. peruti, jejímž úkolem byla doprava osob a materiálu hnutím odporu v okupované Evropě. Během služby v této peruti byl 10. března 1942 raněn během havárie stroje Armstrong Whitworth Whitley Mk.V Z9125 NF-A. Letoun havaroval krátce po vzletu a Bohumil Vaverka byl jediným přeživším. V říjnu 1942 se oženil s Ruth Colesovou, manželům se v roce 1943 narodila dcera Linda, budoucí letuška. První operační turnus ukončil 15. ledna 1943 a do poloviny dubna toho roku byl přiřazen k Československému depotu. Dne 15. dubna 1943 nastoupil druhý turnus opět u 311. perutě. Do konce války se pak účastnil protiponorkových hlídkových letů nad oceánem. V listopadu 1943 se účastnil potopení ponorky U 966. Celkem nalétal 73 operačních letů a 684 hodin.

### Po druhé světové válce
Po skončení druhé světové války se Bohumil Vaverka v létě 1945 vrátil do vlasti. 311. peruť sloužila k dopravním účelům mezi Spojeným královstvím a osvobozenou vlastí a Bohumil Vaverka zůstal nadále jejím příslušníkem. Dne 5. října 1945 byl členem posádky stroje Consolidated B-24 Liberator GR Mk.VI KG867 PP-N pod velením Jaroslava Kudláčka, který odstartoval ze základny Blackbushe k letu do Prahy. Letounu se po vzletu vzňal motor a při pokusu o návrat se zřítil u obce Hartley Wintney. Bohumil Vaverka, další čtyři členové posádky a třináct cestujících včetně žen a dětí zahynulo. Pohřben byl 11. října v československém oddělení hřbitova v Brookwoodu. Dosáhl hodnosti poručíka.

## Ocenění

### Vyznamenání
- Československá medaile Za chrabrost před nepřítelem
- 2x Československý válečný kříž 1939
- Pamětní medaile československé armády v zahraničí
- Hvězda 1939–1945

### Posmrtná ocenění
- Bohumil Vaverka byl v roce 1991 in memoriam povýšen do hodnosti podplukovníka